# Amphion (mythologie)

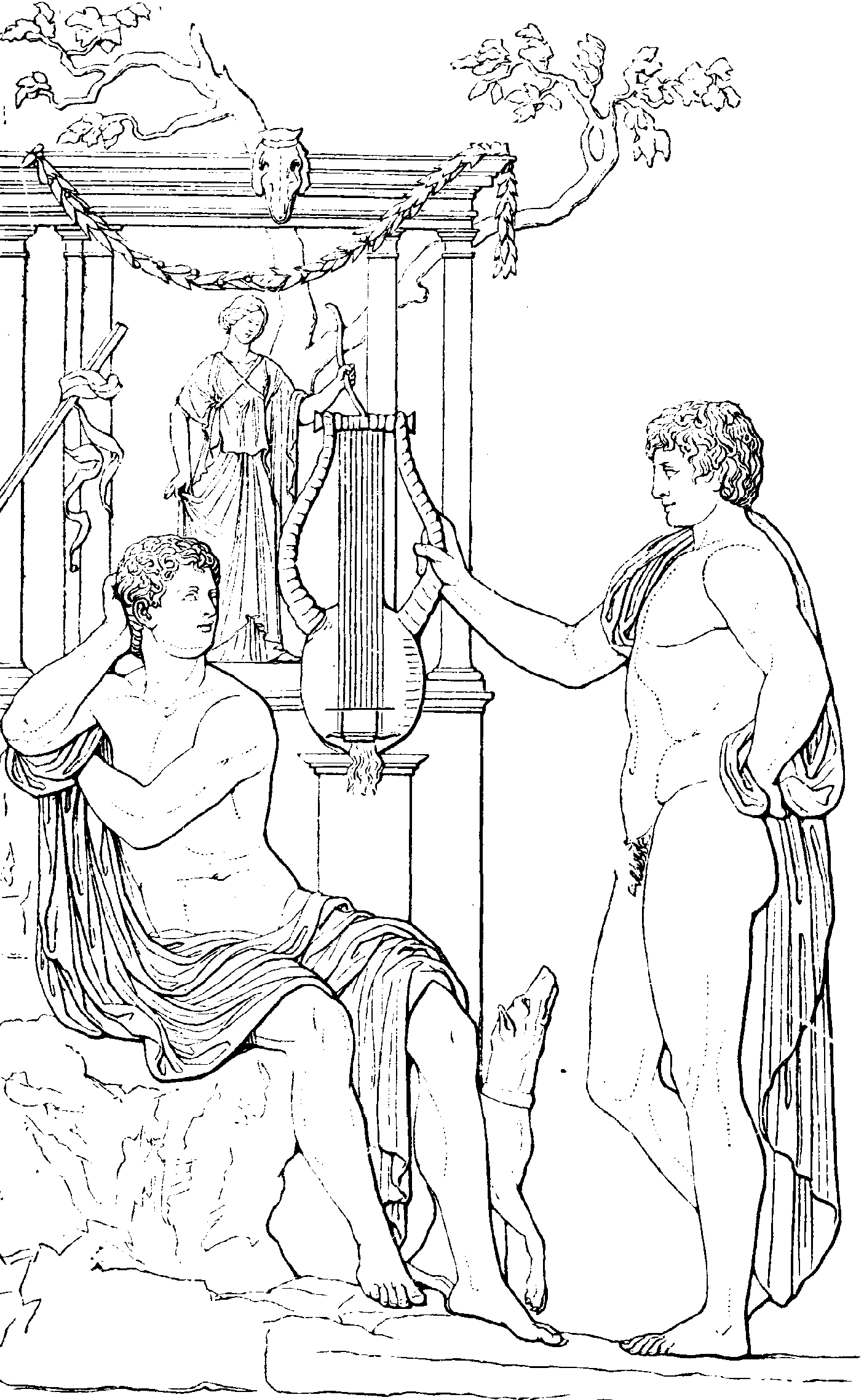
Amphion en Zethus (bas-reliëf, Palazzo Spada, Rome)

Amphion (Oudgrieks: Ἀμφίων, Amphíôn) is in de Griekse mythologie de zoon van Zeus  en Antiope, die een dochter van Nycteus van Thebe was. Hij had een tweelingbroer, Zethus genaamd (Ovidius, Metamorphosen VI 110, e.v.; Apollodorus, III 5 § 5.).

## Geboorte
Toen Antiope in verwachting was van het kind van Zeus, bracht haar angst voor haar eigen vader haar ertoe naar Epopeus in Sicyon te vluchten, met wie zij trouwde. Een wanhopige Nycteus pleegde hierop zelfmoord, maar droeg zijn broer Lycus op hem op Epopeus en Antiope te wreken. Lycus trok overeenkomstig het verzoek op tegen Sicyon, nam de stad in, doodde Epopeus en voerde Antiope met zich mee naar Eleutherae in Boeotië. Tijdens haar gevangenschap beviel zij daar van twee zonen, Amphion en Zethus, die te vondeling werden gelegd, maar door herders werden gevonden en grootgebracht (Apollod., l.c.). Volgens Hyginus (Fabulae 7.) was Antiope de vrouw van Lycus en werd ze door Epopeus verleid. Hierop werd zij door haar echtgenoot verstoten en het was pas nadat deze haar had verstoten dat zij door Zeus bezocht werd. Daarom zou Dirce, de tweede vrouw van Lycus, die jaloers was op Antiope, haar in de boeien laten slaan, maar Zeus hielp haar te ontsnappen naar de berg Cithaeron, waar zij aan twee zonen het leven schonk. Volgens Apollodorus bleef zij na de geboorte van haar zonen, die onder herders opgroeiden en niets wisten over hun afkomst, een lange tijd in gevangenschap.

## Jeugd
Omdat Amphion een altaar voor Hermes had opgericht, kreeg hij van hem (volgens anderen van Apollo of de muzen) een viersnarige lier. Hij maakte daar een zevensnarige Lydische lier van, omdat zijn vrouw ook uit Lydië kwam. Volgens Plinius was Amphion dan ook de uitvinder van de muziektoon Lydii modi. Amphion zou zich voortaan in lied en muziek oefenen, terwijl zijn broer zich toelegde op jagen en het hoeden van de kuddes (Horatius, Epistulae I 18. 41, &c.).
De twee broers, die door Euripides (Phoen. 609) "de Dioscuren met witte paarden" werden genoemd, versterkten de stad Entresis nabij Thespiae en vestigden zich daar (Stephanus van Byzantium, s. v.). Antiope, die als slavin was behandeld door Lycus en Dirce, ontsnapte intussen uit haar gevangenis, nadat haar kettingen miraculeus waren losgeraakt. Toen haar zonen hun moeder herkend hadden, gingen ze naar Thebe, waar ze Lycus doodden. Zij bonden Dirce op de horens van een woedende stier, totdat ook zij dood was en wierpen daarna haar lichaam in een bron, die vanaf dan de bron van Dirce werd genoemd.
Nadat ze Thebe hadden ingenomen, versterkten de twee broers de stad met een muur, waarvoor verschillende redenen worden aangedragen. Men zei zelfs dat wanneer Amphion zijn lier speelde, de stenen niet alleen zich uit eigen beweging naar de plaats waar zij werden gewenst gingen, maar zich aaneensloten om de muur te vormen (Apollonius Rhodius, I 740, 755, cf. Schol.; Georgius Syncellus, p. 125, d; Horat., ad Pisone 394, &c.). Amphion huwde nadien met Niobe, die hem zeven zonen en zeven dochters schonk, die allen door Apollo en Diana werden gedood (Ovidius, Metamorphosen VI 146-311;Apollod., III 5 § 6; Aulus Gellius, XX 7; Hygin., Fab. 7, 8; Homerus, Odysseia XI 260, &c.; Pausanias, IX 5 § 4).

## Dood
Wat betreft de dood van Amphion, vertelt Ovidius (Met. VI 271) dat hij zichzelf doodde met een zwaard wegens zijn verdriet om het verlies van zijn kinderen. Volgens anderen, werd hij door Apollo gedood omdat hij een aanval op de Pythische tempel van de god had uitgevoerd (Hygin., Fab. 9.). Amphion werd samen met zijn broer te Thebe (of, volgens Stephanus Byzantius, s. v. Tithoraia, in Tithoraea) begraven en de Tithoraeanen geloofden, dat zij hun eigen velden vruchtbaarder zouden kunnen maken door, in een bepaalde periode van het jaar, aarde te nemen van het graf van Amphion en dit op het graf van Antiope te gooien. Om deze reden hielden de Thebanen het graf van Amphion in deze periode in het oog (Paus., IX 17 § 3, &c.). In de Hades werd Amphion voor zijn houding tegenover Leto gestraft. (IX 5 § 4., cf. Paus., II 6 § 2, VI 20 § 8; Propertius, III 13. 29.).
De straf die Amphion en zijn broer Dirce oplegden wordt voorgesteld in een van de meest verfijnde kunstwerken die zijn overgeleverd — de beroemde Farnesische stier, het werk van Apollonius Rhodius en Tauriscus, die in 1546 werd ontdekt in de Thermen van Caracalla te Rome en nu in het Nationaal Archeologisch Museum te Napels is te zien (Plinius, Naturalis Historia XXXVI 4; C.G. Heyne, Sammlung antiquarischer Aufsätze, Leipzig, II, 1778, p. 182, &c.; cf. K.O. Müller, Orchomenos and die Minyer, Breslau, 1844, p. 227, &c.). Beide heroën behoren tot de sagenwereld van Boeotië, waar de tweeling evenzeer in aanzien stond als de uit de antieke wereld zo bekende Dioscuren.

## Referentie
- W. Smith, art. Amphion (1), in W. Smith (ed.), A dictionary of Greek and Roman biography and mythology, I, Boston, 1867, p. 151.